# Death of Captain Stacy
«Death of Captain Stacy» (с англ. — «Смерть Капитана Стейси») — сюжетная арка комиксов, написанная Стэном Ли и проиллюстрированая Джоном Ромитой-старшим и Гилом Кейном, с августа 1970 года по январь 1971 год.
Данная арка включает выпуски The Amazing Spider-Man #87-92.

## Сюжет
Питер Паркер думая, что его паучьи силы угасают навсегда, вспоминает, что сегодня день рождения Гвен Стейси, а он так и не купил ей подарок. В момент отчаяния он использует свои угасающие паучьи силы, чтобы украсть жемчужное ожерелье из ювелирного магазина, но в последний момент останавливается.
Когда начинается вечеринка в честь дня рождения Гвен, Гвен замечает отсутствие Питера и начинает расстраиваться. На вечеринку неожиданно приходит Питер в маске Человека-паука и говорит всем, что он — Человек-паук. Когда Джордж Стейси указывает на то, что у Питера жар и он болен. После этого Питер убегает.
После ухода Питера Гарри считает всё это мистификацией, которую устроил его друг, вспоминая тот случай, когда Питер позволил доктору Осьминогу «разоблачить»  себя, чтобы спасти Бетти Брант, но в это никто не поверил. Гвен же не совсем уверена в этом.
Решив, что ему срочно нужна медицинская помощь, Питер переодевается в Человека-паука, чтобы не раскрыли его личность и идёт ко врачу. Придя ко врачу, специалист говорит Питеру, что он просто переболел гриппом. Понимая, что его силы приходят в норму, пока иммунная система борется с гриппом, Питер осознаёт, какую глупость он совершил, и решает придумать способ сделать так, чтобы никто не поверил, что он действительно Человек-паук.
Сняв костюм и замаскировав лицо, Питер приходит к Хобби Брауну и просит его помочь обмануть всех, чтобы они снова поверили, что Питер Паркер и Человек-паук — два разных человека. Затем Питер приходит в дом Стейси и объясняет Гвен, Джорджу, Мэри Джейн и Гарри, что он был в лихорадочном состоянии и не понимал, что говорит. Когда Гвен не сразу верит Питеру, Хобби (одетый в костюм Человека-паука) проникает в дом через окно, и его выступление перед всеми убеждает остальных в правдивости рассказа Питера. Выполнив свою миссию, Хобби покидает сцену и прячет костюм Человека-паука там, где ему сказали. После этого Питер уходит из дома Стейси, уверенный в том, что теперь его альтер эго снова защищено.
Однажды механические руки доктора Осьминога выставляются в нью-йоркском Музее естественных наук и Отто Октавиус используя свою ментальную связь с ними, приказывает им отправиться в тюрьму, где он отбывает тюремное заключение, и выпустить его оттуда. Человек-паук, увидев щупальца, пытается остановить их, но вынужден их отпустить. Затем он возвращается в свою квартиру и переодевается обратно в Питера Паркера, чтобы успеть закончить учёбу, но в итоге засыпает.
На следующий день Питер идёт на занятия, и его приглашают к профессору Уоррену. Уоррен предупреждает Питера, что его академическая успеваемость снижается, и если она продолжит падать, то он может лишиться стипендии. Тем временем рукам доктора Осьминога удаётся добраться до тюрьмы и освободить своего хозяина. Снова надев свои руки, Осьминог бежит из тюрьмы, чтобы начать свою преступную деятельность заново.
Затем Осьминог захватывает самолёт, направляющийся в Нью-Йорк, на борту которого находится генерал Су, военачальник из другой страны, направляющийся в здание ООН в Нью-Йорке для подписания важных документов. Осьминог берёт самолёт в заложники, а когда тот приземляется в Нью-Йорке, Осьминог требует выкуп в размере 10 миллионов долларов. Питер Паркер (который в это время освещает события для газеты The Daily Bugle) поднимается на борт самолёта в качестве Человека-паука. Сражаясь с Осьминогом, Человеку-паук освободил всех, кто находился на борту самолёта. Во время их борьбы суперзлодею удаётся активировать двигатели самолёта одним из своих щупалец. Когда самолёт неуправляемо движется по взлётной полосе, Человек-паук спасается бегством, и вскоре самолёт терпит крушение. Все считают, что Осьминог погиб в катастрофе, однако Человек-паук так не думает.
Переодевшись в Питера Паркера, и купив газету, он не удивился тому, что власти не смогли найти никаких следов Доктора Осьминога. Идя своей дорогой, Питер выбрасывает газету, не подозревая, что его враг прячется в соседнем переулке. Доктор Осьминог находит выброшенную газету, забавляется тем, что все считают его мёртвым, и начинает планировать свою следующую атаку, поклявшись окончательно отомстить Человеку-пауку. Пока Доктор Осьминог разрабатывает свой план, Питер Паркер переодевается в Человека-паука и начинает поиски доктора Осьминога, но не может найти никаких следов своего старого врага. Когда он проносится мимо газеты The Daily Bugle, его замечает Дж. Джона Джеймсон, который говорит своему редактору Джо Робертсону сделать что-нибудь с этим. Робертсон говорит Джеймсону, что Человек-паук не создаёт никаких проблем, в отличие от загрязнения окружающей среды, от которого страдает город. В конце концов, Человек-паук замечает Доктора Осьминога, забравшегося на дымовую трубу электростанции. Опасаясь, что Октавиус может обесточить весь Манхэттен, он бросается за ним. Человек-Паук устраивает засаду на Доктора Осьминога, и они начинают драться на вершине электростанции. В ходе битвы Док Ок повреждает водонапорную башню, которая угрожает протестующим внизу на улице. Человек-паук прижимает водонапорную башню своим телом и благополучно отталкивает её. Однако это делает Человека-паука уязвимым для нападения. Октавиусу удаётся одолеть Человека-паука, и, намереваясь убить его, он сбрасывает Человека-паука на улицу вниз.
Человек-паук хватает механические щупальца своего врага и использует их, чтобы перемахнуть через соседнее окно. Когда щупальца продолжают преследовать его, Человек-паук уклоняется от них, спрятавшись в соседней вентиляционной шахте. Когда щупальца отступают, Человек-паук прикрепляет к одной из них «паучка», надеясь позже выследить своего врага. Он пытается проследить Октавиуса, но к тому времени, как Человек-паук возвращается на крышу, злодей уже отступил. Ускользнув, Человек-паук переодевается в Питера Паркера в ближайшем переулке. Почувствовав слабость, Питер, спотыкаясь, выходит на улицу, где его встречает капитан Джордж Стейси, который искал его. Заметив, что Питер выглядит плохо, Джордж спрашивает у парня своей дочери, в чём дело, но Питер теряет сознание прежде, чем успевает объясниться.
Позже он приходит в себя в доме Стейси, где за ним присматривает Гвен. Когда Питер приходит в себя Гвен и Джордж рады видеть, что ему лучше. Джордж замечает, как удивительны способности Питера к восстановлению, и Питер начинает беспокоиться, что Джордж может знать, что он тайно является Человеком-пауком. Оставшись один, Питер обдумывает эту возможность, но замечает, что если Стейси и узнал его секрет, он не сделал ничего, чтобы раскрыть его. Отдохнув немного, Питер решает разыскать Доктора Осьминога. Используя свою усталость как предлог, чтобы не участвовать в предстоящем протесте, Питер возвращается домой. Вернувшись в свою квартиру, Питер начинает работать над новой формулой паутины, которая, как он надеется, даст ему преимущество перед Доктором Осьминогом. Прикрепив новую порцию к поясу с патронами, Питер проверяет своего спящего соседа Гарри Озборна и летит искать Доктора Осьминога в образе Человека-Паука. Уловив сигнал своего «паучка», Человек-паук бросается к ближайшему окну. Однако Доктор Осьминог уже ждал его и совершает внезапную атаку. Пробив дымоход, щупальца обрушивают кирпичи на толпу внизу. Увидев под падающими обломками ребёнка, Человек-паук оказывается слишком далеко, чтобы что-то предпринять. Однако в последний момент капитан Стейси отталкивает ребёнка с дороги, в результате чего сам оказывается погребённым под обломками. Видя это, Человек-паук бросается на помощь Джорджу, вытаскивая его на крышу, чтобы позвать на помощь. Однако Джордж смертельно ранен и вот-вот умрёт. Его последние слова, обращённые к Человеку-пауку, — это откровение о том, что он знает, что Человек-Паук — это Питер Паркер, и просит его присмотреть за своей дочерью. Питер в ужасе: он теряет Джорджа точно так же, как и дядю Бена.
Проходят похороны Джорджа Стейси, на которых присутствуют все близкие покойного капитана полиции. Питер Паркер тоже там, чтобы поддержать Гвен в это время, однако он начинает задумываться о том, что произойдёт, если Гвен, которая винит Человека-паука в смерти своего отца, когда-нибудь узнает, что Питер — Человек-паук. На встрече также присутствует Сэм Буллит, человек, который соперничал с Джорджем за должность окружного прокурора. Когда позже Гвен просит помочь в предвыборной кампании Буллита, это становится ещё одним преимуществом Буллита. Затем Буллит обращается за поддержкой к The Daily Bugle, в обмен на это продвижение он обещает привлечь Человека-паука, на что Джона тут же соглашается, хотя Джо Робертсон имеет свои сомнения относительно Буллита.
С помощью Джеймсона Буллит организовывает кампанию в СМИ, направленную на очернение Человека-паука, и пресса срабатывает: все так боятся Паука, что по ночам улицы пустынны. Решив, что ему не повезло в роли Человека-паука, Питер переодевается в гражданский образ. На улице он сталкивается с Буллитом, и его люди требуют от Питера всю информацию, которую он знает о Человеке-пауке. Когда Питер отказывается и сравнивает Буллита с Адольфом Гитлером, его избивают и оставляют на улице. Быстро придя в себя, Питер переодевается в Человека-паука и отправляется за ними. Когда ему не удаётся выследить Буллита, он находит на улице нескольких людей Буллита. Он преследует их и подбрасывает одного из них в качестве «послания» своему работодателю. Придя в квартиру, он внезапно обнаруживает, что свет включил Буллит, который пришёл туда вместе с Гвен Стейси, потому что знал о связи между Паркером и Человеком-пауком.
Человек-паук только что столкнулся с Сэмом Буллитом и Гвен Стейси в квартире Питера Паркера. Человек-паук, надеясь образумить Гвен, хватает девушку и уходит. Однако это замечает Бобби Дрейк, который идёт на свидание. Он превращается в Человека-Льда и нападает на Человека-паука, который, по его мнению, причинит вред девушке, заставляя Спайди совершить побег. Буллит благодарит Человека-Льда за помощь и просит его выследить и поймать Человека-паука.
Продолжая свою кампанию за закон и порядок, чтобы получить кресло окружного прокурора, Буллит получает сообщение от Дж. Джона Джеймсона, который говорит ему, что он отказывается от поддержки газеты The Daily Bugle. Когда Буллит и его головорезы появляются в «Bugle», Джеймсон объясняет, что больше не будет поддерживать кандидата с сомнительными делами, и рассказывает, что знает о том, как Буллит и его люди издевались над Питером Паркером. Джо Робертсон раскапывает биографию Буллита, который имеет дело с экстремистскими и расистскими группировками.
Когда Буллит и его люди похищают Джо, Питер Паркер становится свидетелем всего происходящего и отправляется за Буллитом как Человек-паук. Сначала его останавливает Человек-Лёд, но ему удаётся убедить его помочь спасти Джо. Два героя работают в унисон, чтобы освободить Джо, и втроём они сталкиваются с Буллитом во время одного из его банкетов по сбору средств. Когда правда о Буллите раскрывается, присутствовавшие на банкете люди уходят от него, а Буллита вскоре арестовывают.

## Коллекционные издания
- The Amazing Spider-Man Omnibus Vol. 3[8]
- Amazing Spider-Man Epic Collection: The Death of Captain Stacy[9]

## События не комиксов

### Кино
В фильме Новый Человек-паук по сюжету доктор Курт Коннорс ставший Ящером он захотел потрать всех людей города ящеров с помощью мутаген ему мешает Человек-паук между ними завязывается драка ящер ловит человек а-паука и пытается его убить тут появится  Капитан Джордж Стейси он даёт Питеру Паркеру другое мутаген  который дола Гвен Стейси пока человек паук меняет мутаген ящер нападает капитана Стейси он наносит ему смертную рану. Питер смог становить ящера он бежит умеряющему капитану Стейси тот говорит что он нужен городу у тебя будут новый враги    который наносят смертельные раны он говорит Питеру что он должен расстался его дочерью Гвен Стейси боясь за ею жизнь после чего умирает. Конец фильма Гвен приходит к нему домой он говорит что может с ней встречаться так как он обещал ею отцу однако когда он заходи т школьные класс что он ее любит Гвен улыбаться ему.